# Jorge Masvidal
Jorge Masvidal, född 12 november 1984 i Miami i Florida, är en amerikansk MMA-utövare som sedan 2013 tävlar i organisationen Ultimate Fighting Championship.

## Karriär

### Mästerskap och utmärkelser

#### Fight of the Night
1. Mot  Rustam Chabilov vid UFC: Fight for the Troops 3, 6 november 2013 i lättvikt.

2. Mot  Darren Till vid UFC Fight Night: Till vs. Masvidal, 16 mars 2019 i weltervikt.

#### Performance of the Night
1. Mot  Cezar Ferreira vid TUF 21: Finale, 12 juli 2015 i weltervikt.

2. Mot  Donald Cerrone vid UFC on Fox: Shevchenko vs. Peña, 28 januari 2017 i weltervikt.

3. Mot  Darren Till vid UFC Fight Night: Till vs. Masvidal, 16 mars 2019 i weltervikt.

4. Mot  Ben Askren vid UFC 239, 6 juli 2019 i weltervikt.

#### UFC-rekord
1. Snabbaste KO:n - 0:05 i rond 1
- (mot Ben Askren vid UFC 239)

## Tävlingsfacit
| Resultat | Facit | Motståndare       | Metod                                    | Evenemang                               | Datum             | Rond | Tid  | Plats                            | Notering                                                  |
| -------- | ----- | ----------------- | ---------------------------------------- | --------------------------------------- | ----------------- | ---- | ---- | -------------------------------- | --------------------------------------------------------- |
| Vinst    | 1-0   | Brandon Bledsoe   | KO (slag)                                | AFC 3                                   | 24 maj 2003       | 1    | 3:55 | Fort Lauderdale, FL, USA         |                                                           |
| Vinst    | 2-0   | Brian Geraghty    | Domslut (enhälligt)                      | AFC 4                                   | 19 juli 2003      | 2    | 5:00 | Fort Lauderdale, FL, USA         |                                                           |
| Vinst    | 3-0   | Rolando Delgado   | TKO (slag)                               | AFC 5                                   | 5 september 2003  | 2    | 2:14 | Fort Lauderdale, FL, USA         |                                                           |
| Vinst    | 4-0   | Julian Ortega     | Domslut (enhälligt)                      | AFC 6                                   | 3 december 2003   | 2    | 5:00 | Fort Lauderdale, FL, USA         |                                                           |
| Vinst    | 5-0   | Justin Wisniewski | Domslut (majoritet)                      | AFC 8                                   | 1 maj 2004        | 2    | 5:00 | Fort Lauderdale, FL, USA         | Lättviktsdebut                                            |
| Förlust  | 5-1   | Raphael Assunção  | Domslut (enhälligt)                      | Full Throttle 1                         | 21 april 2005     | 3    | 5:00 | Duluth, GA, USA                  |                                                           |
| Vinst    | 6-1   | Joe Lauzon        | TKO (slag)                               | AFC 12                                  | 30 april 2005     | 2    | 3:57 | Fort Lauderdale, FL, USA         |                                                           |
| Förlust  | 6-2   | Paul Rodriguez    | Submission (rear-naked)                  | AFC 13                                  | 30 juli 2005      | 1    | 2:27 | Fort Lauderdale, FL, USA         |                                                           |
| Vinst    | 7-2   | David Gardner     | TKO (slag)                               | AFC 15                                  | 18 februari 2006  | 2    | 0:14 | Fort Lauderdale, FL, USA         | Tillbaka i weltervikt                                     |
| Vinst    | 8-2   | Nuri Shakir       | Domslut (enhälligt)                      | AFC 17                                  | 24 juni 2006      | 2    | 0:14 | Fort Lauderdale, FL, USA         | Vann welterviktstiteln                                    |
| Vinst    | 9-2   | Keith Wisniewski  | Domslut (majoritet)                      | Bodog Fight To the Brink of War         | 22 augusti 2006   | 3    | 5:00 | San José, Costa Rica             |                                                           |
| Vinst    | 10-2  | Steve Berger      | Domslut (enhälligt)                      | Bodog Fight Sankt Petersburg            | 15 december 2006  | 3    | 5:00 | Sankt Petersburg, Ryssland       |                                                           |
| Vinst    | 11-2  | Yves Edwards      | KO (huvudspark)                          | Bodog Fight Alvarez vs. Lee             | 14 juli 2007      | 2    | 2:59 | Trenton, NJ, USA                 | Tillbaka till lättvikt                                    |
| Vinst    | 12-2  | Matt Lee          | TKO (armbågar och slag)                  | Strikeforce Playboy Mansion             | 29 september 2007 | 1    | 1:33 | Beverly Hills, CA, USA           | Catchvikt, 160 lb                                         |
| Vinst    | 13-2  | Brant Rose        | TKO (slag)                               | Crazy Horse Fights                      | 11 december 2007  | 1    | 0:56 | Fort Lauderdale, FL, USA         |                                                           |
| Vinst    | 14-2  | Ryan Healy        | Domslut (enhälligt)                      | Strikeforce: At the dome                | 23 februari 2008  | 3    | 5:00 | Tacoma, WA, USA                  | Catchvikt, 160 lb                                         |
| Förlust  | 14-3  | Rodrigo Damm      | TKO (slag)                               | Sengoku 3                               | 8 juni 2008       | 2    | 4:38 | Saitama, Japan                   |                                                           |
| Vinst    | 15-3  | Ryan Schultz      | TKO (slag)                               | Sengoku 5                               | 28 september 2008 | 1    | 1:57 | Tokyo, Japan                     |                                                           |
| Vinst    | 16-3  | Tae Hyun Bang     | Domslut (enhälligt)                      | Sengoku 6                               | 1 november 2008   | 3    | 5:00 | Saitama, Japan                   |                                                           |
| Vinst    | 17-3  | Nick Agallar      | TKO (slag)                               | Bellator 1                              | 3 april 2009      | 1    | 1:19 | Hollywood, FL, USA               |                                                           |
| Förlust  | 17-4  | Toby Imada        | Teknisk submission (inverterad triangel) | Bellator 5                              | 1 maj 2009        | 3    | 3:22 | Dayton, OH, USA                  |                                                           |
| Vinst    | 18-4  | Eric Reynolds     | Submission (rear-naked)                  | Bellator 12                             | 19 juni 2009      | 3    | 3:33 | Hollywood, FL, USA               | Catchvikt, 160 lb                                         |
| Vinst    | 19-4  | Satoru Kitaoka    | KO (slag)                                | Sengoku 11                              | 7 november 2009   | 2    | 3:03 | Tokyo, Japan                     |                                                           |
| Förlust  | 19-5  | Luis Palomino     | Domslut (delat)                          | G-Force Fights 3                        | 2 april 2010      | 3    | 5:00 | Miami, FL, USA                   |                                                           |
| Vinst    | 20-5  | Naoyuki Kotani    | Domslut (delat)                          | J-Rock Astra                            | 25 april 2010     | 3    | 5:00 | Tokyo, Japan                     |                                                           |
| Förlust  | 20-6  | Paul Daley        | Domslut (enhälligt)                      | Shark Fights 13                         | 11 september 2011 | 3    | 5:00 | Amarillo, TX, Japan              | Catchvikt 172 lb                                          |
| Vinst    | 21-6  | Billy Evangelista | Domslut (enhälligt)                      | Strikeforce: Feijao vs. Henderson       | 5 mars 2011       | 3    | 5:00 | Columbus, OH, USA                |                                                           |
| Vinst    | 22-6  | KJ Noons          | Domslut (enhälligt)                      | Strikeforce: Overeem vs. Werdum         | 18 juni 2011      | 3    | 5:00 | Dallas, TX, USA                  |                                                           |
| Förlust  | 22-7  | Gilbert Melendez  | Domslut (enhälligt)                      | Strikeforce: Melendez vs. Masvidal      | 17 december 2011  | 3    | 5:00 | San Diego, CA, USA               | För lättviktstiteln                                       |
| Vinst    | 23-7  | Justin Wilcox     | Domslut (delat)                          | Strikeforce: Rockhold vs. Kennedy       | 14 juli 2012      | 3    | 5:00 | Portland, OR, USA                |                                                           |
| Vinst    | 24–7  | Tim Means         | Domslut (enhälligt)                      | UFC on Fox: Henderson vs. Melendez      | 20 april 2013     | 3    | 5:00 | San Jose, CA, USA                |                                                           |
| Vinst    | 25–7  | Michael Chiesa    | Submission (D’Arce)                      | UFC on Fox: Johnson vs. Moraga          | 27 juli 2013      | 2    | 4:59 | Seattle, WA, USA                 |                                                           |
| Förlust  | 25–8  | Rustam Chabilov   | Domslut (enhälligt)                      | UFC: Fight for the Troops 3             | 6 november 2013   | 3    | 5:00 | Fort Campbell, KY, USA           | Fight of the Night                                        |
| Vinst    | 26–8  | Pat Healy         | Domslut (enhälligt)                      | UFC on Fox: Werdum vs. Browne           | 19 april 2014     | 3    | 5:00 | Orlando, FL, USA                 |                                                           |
| Vinst    | 27–8  | Daron Cruickshank | Domslut (enhälligt)                      | UFC on Fox: Lawler vs. Brown            | 26 juli 2014      | 3    | 5:00 | San Jose, CA, USA                |                                                           |
| Vinst    | 28–8  | James Krause      | Domslut (enhälligt)                      | UFC 178                                 | 27 september 2014 | 3    | 5:00 | Las Vegas, NV, USA               |                                                           |
| Förlust  | 28–9  | Al Iaquinta       | Domslut (delat)                          | UFC Fight Night: Mendes vs. Lamas       | 4 april 2015      | 3    | 5:00 | Fairfax, VA, USA                 |                                                           |
| Vinst    | 29–9  | Cezar Ferreira    | KO (armbågar och slag)                   | The Ultimate Fighter 21 Finale          | 12 juli 2015      | 1    | 4:22 | Las Vegas, NV, USA               | Tillbaka till weltervikt. Performance of the Night        |
| Förlust  | 29–10 | Benson Henderson  | Domslut (delat)                          | UFC Fight Night: Henderson vs. Masvidal | 28 november 2015  | 5    | 5:00 | Seoul, Sydkorea                  |                                                           |
| Förlust  | 29–11 | Lorenz Larkin     | Domslut (delat)                          | UFC Fight Night: Almeida vs. Garbrandt  | 29 maj 2016       | 3    | 5:00 | Las Vegas, NV, USA               |                                                           |
| Vinst    | 30–11 | Ross Pearson      | Domslut (enhälligt)                      | UFC 201                                 | 30 juli 2016      | 3    | 5:00 | Atlanta, GA, USA                 |                                                           |
| Vinst    | 31–11 | Jake Ellenberger  | TKO (slag)                               | The Ultimate Fighter 24 Finale          | 3 december 2016   | 1    | 4:05 | Las Vegas, NV, USA               |                                                           |
| Vinst    | 32–11 | Donald Cerrone    | TKO (slag)                               | UFC on Fox: Shevchenko vs. Peña         | 28 januari 2017   | 2    | 1:00 | Denver, CO, USA                  | Performance of the Night                                  |
| Förlust  | 32–12 | Demian Maia       | Domslut (delat)                          | UFC 211                                 | 13 maj 2017       | 3    | 5:00 | Dallas, TX, USA                  |                                                           |
| Förlust  | 32–13 | Stephen Thompson  | Domslut (enhälligt)                      | UFC 217                                 | 4 november 2017   | 3    | 5:00 | New York, NY, USA                |                                                           |
| Vinst    | 33–13 | Darren Till       | KO (slag)                                | UFC Fight Night: Till vs. Masvidal      | 16 mars 2019      | 2    | 3:05 | London, England                  | Performance of the Night, Fight of the Night              |
| Vinst    | 34–13 | Ben Askren        | KO (flygande knä)                        | UFC 239                                 | 6 juli 2019       | 1    | 0:05 | Las Vegas, NV, USA               | Snabbaste KO:n i UFC:s historia. Performance of the Night |
| Vinst    | 35–13 | Nate Diaz         | TKO (matchläkaren bryter)                | UFC 244                                 | 2 november 2019   | 2    | 5:00 | New York, NY, USA                | Vann BMF-titeln                                           |
| Förlust  | 35–14 | Kamaru Usman      | Domslut (enhälligt)                      | UFC 251                                 | 12 juli 2020      | 5    | 5:00 | Abu Dhabi, Förenade Arabemiraten | För welterviktstiteln                                     |
| Förlust  | 35–15 | Kamaru Usman      | KO (slag)                                | UFC 261                                 | 24 april 2021     | 2    | 1:02 | Jacksonville, FL, USA            | För welterviktstiteln                                     |